# Stefan Kölly
Stefan Kölly (* 14. März 1928 in Eisenerz, Steiermark; † 22. Mai 2018) war ein österreichischer Fußballspieler, -trainer und -funktionär.
Um ihn von seinem jüngeren Bruder Alfred zu unterscheiden, wurde Stefan Kölly oftmals auch als Kölly I geführt, während sein Bruder als Kölly II bezeichnet wurde.

## Karriere
Stefan Kölly wurde am 14. März 1928 im obersteirischen Eisenerz geboren und verbrachte, wie auch sein Bruder Alfred, seine gesamte fußballerische Laufbahn beim Grazer AK. 1940 trat er in die Schülermannschaft des Klubs ein und schaffte nach dem Ende des Zweiten Weltkrieges im Jahr 1946 den Sprung in die Kampfmannschaft, in der er seitdem Stammspieler war. Nachdem er 1949/50 steirischer Torschützenkönig gewesen war, stieg der Angriffsspieler 1951 mit den Athletikern in die Staatsliga auf. In dieser Saison, in der neugeschaffenen Staatsliga B, rangierte er mit 24 Treffern an der zweiten Stelle der Torschützenliste, hinter Friedrich Krankl vom 1. Simmeringer SC mit 26 Toren. Im offiziellen Jahrbuch des ÖFB aus dem Jahr 1951 wird der im bürgerlichen Beruf als technischer Zeichner arbeitende Kölly mit sechs Einsätzen in der steirischen Auswahl, auf den Positionen Links- und Rechtsaußen, gelistet. Weitere Einsätze kamen in den nachfolgenden Jahren hinzu.
1952 kam er zu seinem einzigen Länderspiel in der österreichischen A-Nationalmannschaft. Bei einem 1:1-Remis gegen die Schweiz am 22. Juni 1952 war der Kölly über die vollen 90 Spielminuten im Einsatz. Er war damit, nach Rudi Hiden, der erst zweite Steirer im Nationalteam und zudem der erste Spieler eines steirischen Vereins in der Nationalmannschaft. 
Bei der Tournee des GAK auf den britischen Inseln im April 1954 kam es zu einem Disput mit dem ÖFB, als Kölly während der Reise vom ÖFB die Weisung bekam, sich umgehend mit dem nächsten Flug nach Wien zu begeben und sich mit dem ÖFB in Verbindung zu setzen, da er am 11. April am Spiel der B-Nationalmannschaft in Budapest teilnehmen sollte. Gleich nach dem Spiel sollte er wieder zurück auf die britischen Inseln fliegen. Dem Grazer AK wurde seitens des ÖFB mit einer strengen Strafe und mit Hilfe der britischen Verbände auch mit einem Abbruch der Tournee gedroht, sollte man der Aufforderung des ÖFB nicht nachkommen. Die Flugkosten für Kölly musste ebenfalls der GAK tragen.
Eine schwere Verletzung zwang Kölly im Sommer 1954 mit 26 Jahren zum Karriereende als Aktiver, woraufhin er bis 1964 als Trainer und Funktionär beim GAK erhalten blieb. Auf der Ostasienreise des GAK 1954 verletzte sich Kölly bei einem Spiel in Französisch-Indochina so schwer am Unterschenkel, dass er danach nie wieder normal gehen konnte. Aufgrund der schlechten Versorgung im heutigen Vietnam konnte auch eine spätere Operation durch einen Grazer Spezialisten nichts mehr daran ändern. In der Saison 1962/63 war Kölly kurzzeitig sogar Cheftrainer des Vereins.
Im Laufe seines Lebens wurde Kölly, der ein langjähriges Vorstandsmitglied und Verbandskapitän des steirischen Fußballverbandes war, vielfach geehrt. 1971 erhielt er das Ehrenzeichen in Silber des StFV, gefolgt vom Ehrenzeichen in Gold des StFV im Jahr 1980. Der ÖFB ehrte ihn 1988 mit dem Ehrenzeichen in Silber und 1999 mit dem Ehrenzeichen in Gold. 1989 wurde ihm das Landessportehrenzeichen in Gold verliehen und seit 1997 war er Träger des Goldenen Ehrenzeichens des Landes Steiermark. Sein Amt als Verbandskapitän des StFV hatte er von 1972 bis 1999 inne.
Kölly starb am 22. Mai 2018 im Alter von 90 Jahren und wurde im engsten Freundes- und Familienkreis beerdigt.